# Distretto di Ýolöten
Il distretto di Ýolöten è un distretto del Turkmenistan situato nella provincia di Mary. Ha per capoluogo la città di Ýolöten.